# Grandes Murailles
Les Grandes Murailles sont une arête montagneuse qui sépare le haut Valpelline du haut Valtournenche, en Vallée d'Aoste. Elles se situent à l'ouest du Breuil et directement au sud de la dent d'Hérens.
Le versant du Valpelline, orienté nord-ouest, est recouvert par le glacier des Grandes Murailles.

## Sommets
- Pointe Marguerite (3 905 m)
- Pointe des Cors (3 849 m)
- Pointe Ester (3 790 m)
- Pointe Lioy (3 816 m)

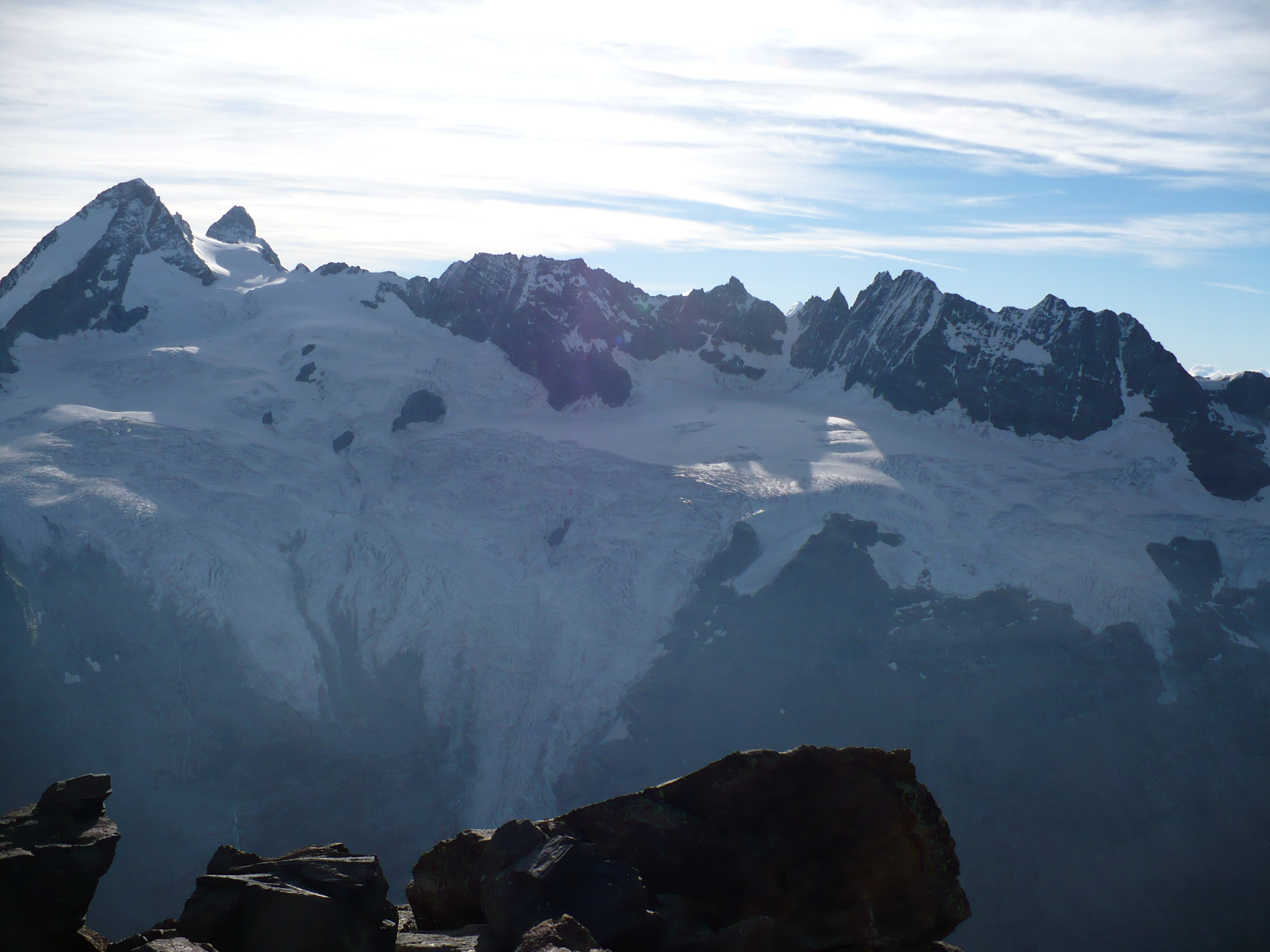
Les Grandes Murailles vues du Valpelline. Le glacier du même nom s'étend juste en-dessous.

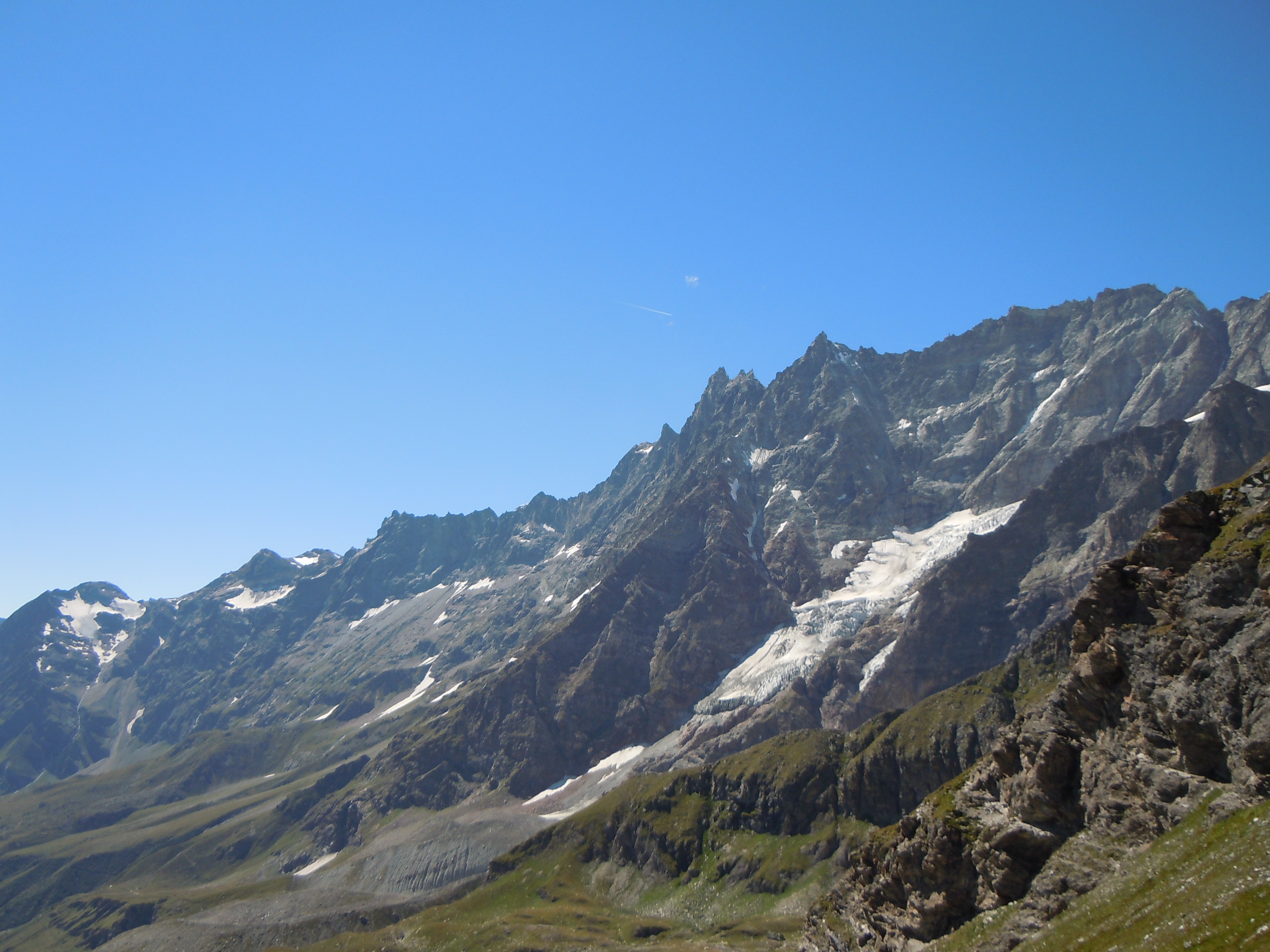
Les Grandes et les Petites Murailles vues depuis le refuge Duc des Abruzzes à l'Oriondé.

- Jumeaux, sommet double séparé par la brèche des Jumeaux
- Pic de Guin (3 805 m)